# Diatribe Recordings
Diatribe Recordings ist ein irisches Improvisations- und Jazz-Label.
Das Independentlabel Diatribe Records wurde 1999 in Dublin gegründet, zunächst um zwei Techno-LPs veröffentlichen. Erst acht Jahre später erschien auf dem Label eine erste Compact Disc, ein Konzeptalbum von Jazzmusikern mit dem Titel ZoiD Versus the Jazz Musicians of Ireland Vol. 1 (2007). Seitdem folgten Alben im Bereich des Modern Jazz, der elektronischen Musik sowie experimentelle und improvisierte Musik, u. a. von Francesco Turrisi, Simon Jermyn, Izumi Kimura, Ian Wilson, dem Trio White Rocket und dem Quartett ReDivIDeR sowie der Formationen ZoiD, Yurodny (u. a. mit Gilad Atzmon) und Thought-Fox, ein Quintett um die Improvisationsvokalistin Lauren Kinsella. Das Label wird gegenwärtig (2013) von Daniel Jacobson, Mathew Jacobson und Nick Roth geführt.